# Burg Divín
Die Burg Divín (deutsch auch Burg Diwein, slowakisch Divín oder Divínsky hrad) ist die konservierte Ruine einer Höhenburg in der slowakischen Gemeinde Divín. Sie erhebt sich auf einer Anhöhe unmittelbar südlich des Dorfzentrums.

## Geschichte
Die Burg entstand zwischen 1275 und 1320 und wurde zusammen mit dem Ort zum ersten Mal 1329 als Dyun schriftlich erwähnt. Sie war Sitz eines Herrschaftsgebiets und Besitz der Familien Tomaj und Lossonczy, die die Burg ab Mitte des 14. Jahrhunderts mehrmals erweitern und befestigen ließen. Im 15. Jahrhundert war Divín Besitz der Familien Lossoczy, Orság und Nádasdy-Ongor, ehe die Burg 1522 zum Eigentum des Geschlechts Balassa wurde. Als 1554 die Osmanen die nahe Burg Fileck für sich nahmen, erhielt Divín eine Schlüsselrolle bei der Verteidigung von damals niederungarischen, heute mittelslowakischen Bergstädten, deshalb wurde sie 1559 nach einem Beschluss des ungarischen Landtags in eine antitürkische Festung umgebaut. Sie erhielt u. a. eine Schießbastion am Tor zur oberen Burg sowie eine Vorburg auf der südlichen Seite mit zwei Eckbastionen. Trotzdem eroberten 1575 türkische Truppen die Burg und machten sie zum Zentrum einer Nahie mit 15 Dörfern, bevor den Kaiserlichen eine Wiedereroberung im Jahr 1593 gelang.
Im frühen 17. Jahrhundert wurde die Burg erneut befestigt, dennoch zweimal während der Standesaufstände erobert: 1605–1606 durch Bocskais Truppen und 1619–1622 während des Aufstands von Gabriel Bethlen. 1650 wurde Emmerich Balassa Gutsherr der Burg, von der in Folgezeit Drangsalierung und Plünderung der Umgebung ausging. Nach zwei erfolglosen Belagerungen in den Jahren 1666 und 1674 ergab sich die Burg 1679 den kaiserlichen Truppen, die sie anschließend plünderten und zerstörten. Nach Balassas Tod im Jahr 1683 ging 1686 die Herrschaft mit der Burgruine an das Geschlecht Zichy, das sie bis 1945 behielt.